# Henry Damián Giménez
Henry Damián Giménez est un footballeur uruguayen né le 13 mars 1986 à Durazno. 
Il évolue au poste d'attaquant avec Nacional Montevideo. Il compte deux sélections avec l'équipe d'Uruguay de football.

## Biographie

### Carrière
- 2005-2006 : Centro Atlético Fénix
- 2006-2007 : Tacuarembó Fútbol Club
- 2007-2009 : River Plate
- 2009-jan. 2014 : Bologne Football Club 1909
  - jan. 2013-2013 : US Grosseto (prêt)
- depuis jan. 2014 : Nacional Montevideo